# Матфій (апостол)
Матфі́й (Матті́й, грец. Ματθίας, лат. Matthias) — один з учнів Ісуса. Не слід плутати з Євангелістом Матфеєм.

## У Біблії

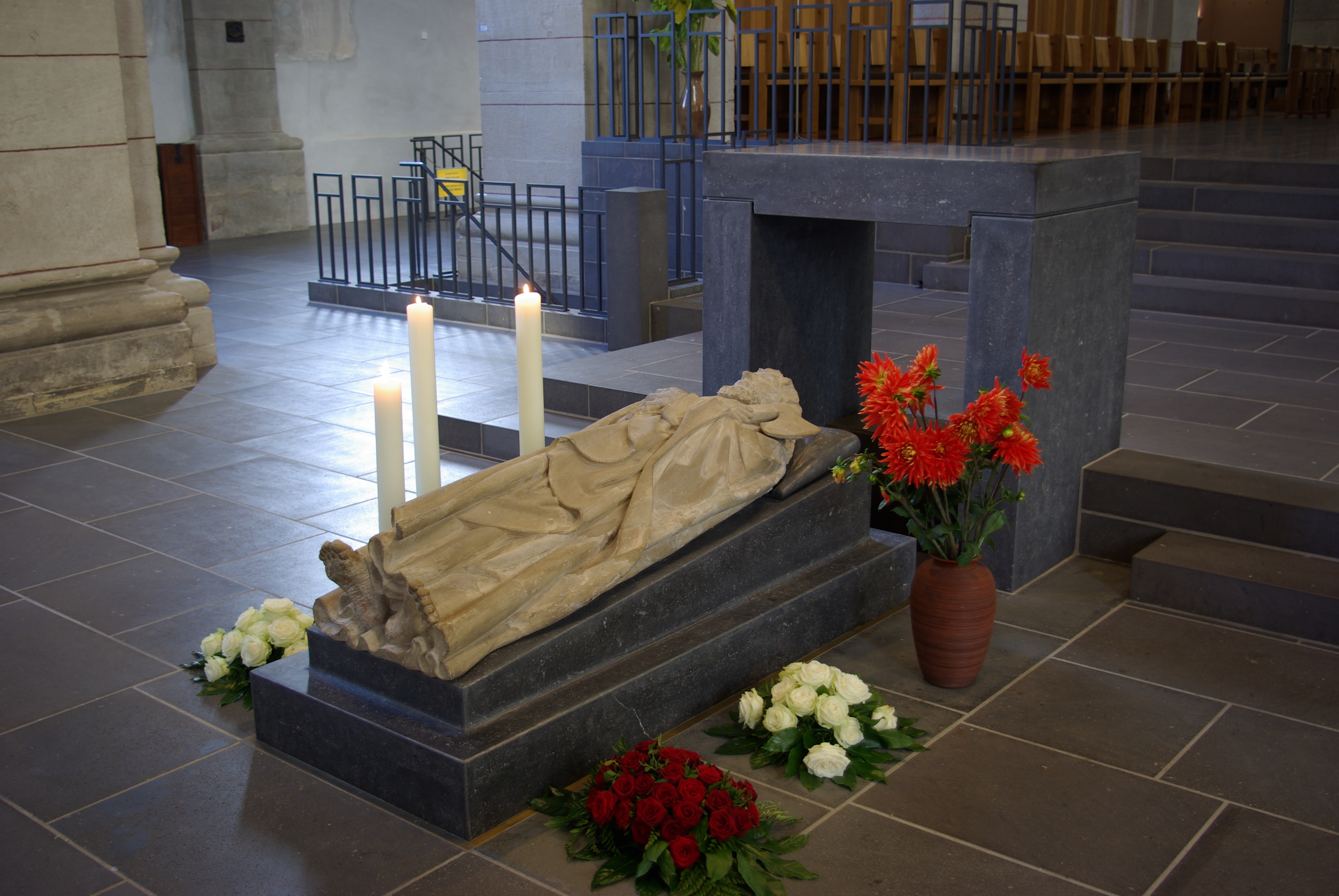
Барельєф над саркофагом апостола Маттія у Трірі.

Був доданий за допомогою жеребу до числа Апостолів замість зрадника Юди Іскаріота вже після розп'яття та воскресіння Ісуса Христа.

## Апокрифи
Як помер апостол Маттій достеменно невідомо. Яків Ворагінський у Золотій легенді розповідає, що апостол помер своєю смертю. Його мощі перенесені з Юдеї до Рима. За іншими переданнями він загинув мученицькою смертю, каменований. Мощі апостола Маттія за наказом імператриці Олени, матері імператора Костянтина Великого, передані у Трір єпископу Аґріцію. З 1127 року їх почитають у бенедиктинському абатстві Святого Маттія міста Тріра. Лише за 12 століття відомо 4670 записів паломників у книзі абатства.
За іншою традицією вважається, що могила апостола знаходиться в фортеці Гоніо в Аджарії.

## Молитва до Святого Маттія
О, Славний Святий Маттій, за Божим задумом випало на тебе зайняти місце нещасного Юди, який зрадив свого Вчителя. Ти був обраний через знак щирості твого життя і заклик Святого Духа. Обдаруй нас благодаттю провадити ту ж чесність життя і, бути поклаканими тим же самим Духом, щоб щиро служити Церкві. А після життя, повним завзятих і добрих справ, супроводи нас на небеса, щоб співати вічно хвалу Отцю, Сину і Святому Духу[джерело?].

## Канонізація
Канонізований ще першими християнами.